# Pau-d’Arco
Pau-d’Arco – miasto i gmina w Brazylii, w stanie Pará. Znajduje się w mezoregionie Sudeste Paraense i mikroregionie Redenção.